# 橘家二三蔵
橘家 二三蔵（たちばなや ふみぞう）は、落語家の名。代数をつけて呼ぶことはない。
- 橘家二三蔵 - 後∶五代目三遊亭圓生
- 橘家二三蔵 - 後∶五代目三遊亭圓窓
- 橘家二三蔵 - 後∶林家彦六
- 橘家二三蔵 - 本項において詳述

橘家 二三蔵（1945年6月20日 - 2023年3月30日）は、東京都出身の落語家、俳優。落語協会に所属していた。本名∶寺田 多三男。出囃子は『半染め』。

## 経歴
秋田県横手市で生まれ、東京都文京区で育つ。実家は東京でクリーニング店を営んでいた。1964年3月、國學院高等学校卒業後八代目桂文楽に入門。前座名「桂小多み」。
1968年3月、柳家小丸、柳家とんぼと共に二ツ目昇進し楽之助に改名。1971年12月12日に師匠文楽が死去したため、1973年1月に兄弟子桂小益、桂文平と共に兄弟子七代目橘家圓蔵門下に移籍、橘家二三蔵に改名。
1979年3月に二代目柳家菊語楼、柳亭風枝、十代目翁家さん馬、五代目鈴の家馬勇と共に真打昇進。
後述のとおり、俳優としての活動も目立った。
2023年3月30日、誤嚥性肺炎のため、死去。77歳没。生前最後の寄席出演は2018年1月7日の浅草演芸ホールとなった。

## 芸歴
- 1964年3月 - 八代目桂文楽に入門、前座名「小多み」。
- 1968年3月 - 二ツ目昇進、「楽之助」に改名。
- 1971年12月 - 師匠文楽が死去。
- 1973年1月 - 七代目橘家圓蔵門下に移籍、「橘家二三蔵」に改名。
- 1979年3月 - 真打昇進。

## テレビドラマ出演
- 月曜ドラマスペシャル・塀の中の懲りない面々4（1989年12月18日、TBS）
- セクシーボイスアンドロボ（2007年） - 山田秀夫
- 風の果て（2007年） -  山科屋利兵衛
- 任侠ヘルパー（2009年） - 曽我秀吉
- 赤い指（2011年） - 前原章一郎
- 俺の空 刑事編 第7話（2011年12月4日、テレビ朝日） - 商店街の店主 役
- HERO 最終話（2014年9月22日、フジテレビ） - 平野 役
- 刑事7人 第2シリーズ 第3話（2016年7月27日、テレビ朝日） - 横田 役